# Campeonato Paulista de Voleibol Feminino de 2024
O Campeonato Paulista de Voleibol Feminino de 2024 foi a quinquagésima segunda edição desta competição organizada pela Federação Paulista de Volleyball.

## Participantes
| Equipe           | Cidade             | Última participação | Paulista 2024 |
| ---------------- | ------------------ | ------------------- | ------------- |
| Sesi/Vôlei Bauru | Bauru              | Paulista 2023       | Vice          |
| E. C. Pinheiros  | São Paulo          | Paulista 2023       | 3º            |
| Osasco SCS       | Osasco             | Paulista 2023       | Campeão       |
| AA São Caetano   | São Caetano do Sul | Paulista 2023       | 7º            |
| Barueri VC       | Barueri            | Paulista 2023       | 4º            |
| Renasce Sorocaba | Sorocaba           | Paulista 2023       | 6º            |
| Vôlei Louveira   | Louveira           | Estreante           | -             |

## Forma de disputa
Na primeira fase as oito equipes jogaram entre si em turno único. As quatro melhores equipes avançaram para as semifinais, já as duas equipes vencedoras desta fase passaram para a final do campeonato, com disputa do set de ouro em caso de empate. 
A classificação foi gerida da seguinte forma:
1. Maior número de partidas ganhas.
2. Maior número de pontos obtidos, que são concedidos da seguinte forma:
3. Vitória por 3 sets a 0 ou 3 a 1: 3 pontos para o vencedor;
4. Vitória por 3 sets a 2: 2 pontos para o vencedor e 1 ponto para o perdedor.
5. Proporção entre pontos ganhos e pontos perdidos (razão de pontos).
6. Proporção entre os sets ganhos e os sets perdidos (relação Sets).
7. Se o empate persistir entre duas equipes, a prioridade é dada à equipe que venceu a última partida entre as equipes envolvidas.
8. Se o empate persistir entre três equipes ou mais, uma nova classificação será feita levando-se em conta apenas as partidas entre as equipes envolvidas.

### Fase classificatória
Classificação da primeira fase.
- Todas as partidas seguem o horário local.

|     |                  |     | Jogos | Jogos | Jogos | Resultados | Resultados | Resultados | Resultados | Resultados | Resultados | Sets | Sets | Sets  | Pontos | Pontos | Pontos |
| Pos | Equipe           | Pts | T     | V     | D     | 3–0        | 3–1        | 3–2        | 2–3        | 1–3        | 0–3        | V    | P    | R     | V      | P      | R      |
| --- | ---------------- | --- | ----- | ----- | ----- | ---------- | ---------- | ---------- | ---------- | ---------- | ---------- | ---- | ---- | ----- | ------ | ------ | ------ |
| 1   | Sesi/Vôlei Bauru | 17  | 6     | 6     | 0     | 2          | 3          | 1          | 0          | 0          | 0          | 18   | 5    | 3.600 | 550    | 432    | 1.273  |
| 2   | Osasco SCS       | 15  | 6     | 5     | 1     | 5          | 0          | 0          | 0          | 1          | 0          | 16   | 3    | 5.333 | 462    | 348    | 1.328  |
| 3   | Barueri          | 13  | 6     | 4     | 2     | 1          | 3          | 0          | 1          | 0          | 1          | 14   | 9    | 1.556 | 526    | 487    | 1.080  |
| 4   | Pinheiros        | 9   | 6     | 3     | 3     | 1          | 2          | 0          | 0          | 2          | 1          | 11   | 11   | 1,000 | 485    | 474    | 1.023  |
| 5   | Renasce Sorocaba | 6   | 6     | 2     | 4     | 1          | 1          | 0          | 0          | 2          | 2          | 8    | 13   | 0.615 | 417    | 472    | 0.883  |
| 6   | São Caetano      | 2   | 6     | 1     | 5     | 0          | 0          | 1          | 0          | 1          | 4          | 4    | 17   | 0.235 | 383    | 493    | 0.777  |
| 7   | Vôlei Louveira   | 1   | 6     | 0     | 6     | 0          | 0          | 0          | 1          | 3          | 2          | 5    | 18   | 0.278 | 433    | 550    | 0.787  |

### Resultados
| Data   | Hora  |                  | Placar |                  | Set 1 | Set 2 | Set 3 | Set 4 | Set 5 | Total  | Relatório |
| ------ | ----- | ---------------- | ------ | ---------------- | ----- | ----- | ----- | ----- | ----- | ------ | --------- |
| 16 ago | 19:00 | Barueri          | 3–1    | Renasce Sorocaba | 25–20 | 20–25 | 25–17 | 25–16 |       | 95–78  | Relatório |
| 16 ago | 20:00 | Pinheiros        | 3–1    | Vôlei Louveira   | 25–13 | 22–25 | 25–16 | 25–15 |       | 97–69  | Relatório |
| 16 ago | 18:00 | Sesi/Vôlei Bauru | 3–0    | São Caetano      | 25–16 | 25–11 | 25–8  |       |       | 75–35  | Relatório |
| 23 ago | 19:00 | Renasce Sorocaba | 1–3    | Sesi/Vôlei Bauru | 18–25 | 19–25 | 25–21 | 14–25 |       | 76–96  | Relatório |
| 23 ago | 19:30 | Vôlei Louveira   | 0–3    | Osasco SCS       | 19–25 | 18–25 | 20–25 |       |       | 57–75  | Relatório |
| 23 ago | 20:00 | São Caetano      | 1–3    | Pinheiros        | 20–25 | 25–18 | 23–25 | 16–25 |       | 84–93  | Relatório |
| 30 ago | 20:00 | Osasco SCS       | 3–0    | São Caetano      | 25–18 | 25–17 | 25–8  |       |       | 75–43  | Relatório |
| 30 ago | 20:00 | Pinheiros        | 3–0    | Renasce Sorocaba | 25–14 | 25–16 | 25–20 |       |       | 75–50  | Relatório |
| 30 ago | 20:00 | Sesi/Vôlei Bauru | 3–2    | Barueri          | 23–25 | 23–25 | 25–15 | 26–24 | 15–8  | 112–97 | Relatório |
| 03 set | 19:00 | Barueri          | 3–1    | Vôlei Louveira   | 25–18 | 25–22 | 23–25 | 25–9  |       | 98–74  | Relatório |
| 05 set | 19:00 | Barueri          | 3–1    | Pinheiros        | 25–22 | 22–25 | 25–18 | 25–21 |       | 97–86  | Relatório |
| 06 set | 19:30 | Renasce Sorocaba | 0–3    | Osasco SCS       | 16–25 | 17–25 | 14–25 |       |       | 47–75  | Relatório |
| 10 set | 19:30 | São Caetano      | 3–2    | Vôlei Louveira   | 25–14 | 27–25 | 22–25 | 25–23 | 15–11 | 114–98 | Relatório |
| 10 set | 20:00 | Pinheiros        | 1–3    | Sesi/Vôlei Bauru | 26–24 | 21–25 | 20–25 | 21–25 |       | 88–99  | Relatório |
| 13 set | 19:30 | Vôlei Louveira   | 1–3    | Renasce Sorocaba | 25–16 | 21–25 | 19–25 | 21–25 |       | 86–91  | Relatório |
| 13 set | 19:30 | São Caetano      | 0–3    | Barueri          | 15–25 | 25–27 | 22–25 |       |       | 62–77  | Relatório |
| 13 set | 20:00 | Sesi/Vôlei Bauru | 3–1    | Osasco SCS       | 25–22 | 18–25 | 25–19 | 25–21 |       | 93–87  | Relatório |
| 17 set | 20:00 | Osasco SCS       | 3–0    | Barueri          | 25–16 | 25–23 | 25–23 |       |       | 75–62  | Relatório |
| 20 set | 19:00 | Vôlei Louveira   | 0–3    | Sesi/Vôlei Bauru | 16–25 | 13–25 | 20–25 |       |       | 49–75  | Relatório |
| 20 set | 19:30 | Renasce Sorocaba | 3–0    | São Caetano      | 25–21 | 25–9  | 25–15 |       |       | 75–45  | Relatório |
| 20 set | 20:00 | Osasco SCS       | 3–0    | Pinheiros        | 25–16 | 25–15 | 25–15 |       |       | 75–46  | Relatório |

## Fase final
A segunda fase é jogada pelas quatro equipes classificadas, sendo disputado em uma série de 2 jogos.
|  | Semi-Finais (Melhor-de-2 com Set de ouro) 27 de agosto a 3 de outubro de 2024 | Semi-Finais (Melhor-de-2 com Set de ouro) 27 de agosto a 3 de outubro de 2024 | Semi-Finais (Melhor-de-2 com Set de ouro) 27 de agosto a 3 de outubro de 2024 | Semi-Finais (Melhor-de-2 com Set de ouro) 27 de agosto a 3 de outubro de 2024 | Semi-Finais (Melhor-de-2 com Set de ouro) 27 de agosto a 3 de outubro de 2024 |   |    | Final (Melhor-de-2 com Set de ouro) 8 a 10 de outubro de 2024 | Final (Melhor-de-2 com Set de ouro) 8 a 10 de outubro de 2024 | Final (Melhor-de-2 com Set de ouro) 8 a 10 de outubro de 2024 |   |  |
|  |                                                                               |                                                                               |                                                                               |                                                                               |                                                                               |   |    |                                                               |                                                               |                                                               |   |  |
|  |                                                                               |                                                                               |                                                                               |                                                                               |                                                                               |   |    |                                                               |                                                               |                                                               |   |  |
|  | 1º                                                                            | Sesi/Vôlei Bauru                                                              | 3                                                                             | 3                                                                             | -                                                                             |   |    |                                                               |                                                               |                                                               |   |  |
|  | 4º                                                                            | Pinheiros                                                                     | 1                                                                             | 0                                                                             | -                                                                             |   |    |                                                               |                                                               |                                                               |   |  |
|  |                                                                               |                                                                               |                                                                               |                                                                               |                                                                               |   | 1º | Sesi/Vôlei Bauru                                              | 1                                                             | 1                                                             | - |  |
|  |                                                                               | 3º                                                                            | Osasco SCS                                                                    | 3                                                                             | 3                                                                             | - |    |                                                               |                                                               |                                                               |   |  |
|  | 2º                                                                            | Osasco SCS                                                                    | 1                                                                             | 3                                                                             | 1                                                                             |   |    |                                                               |                                                               |                                                               |   |  |
|  | 3º                                                                            | Barueri                                                                       | 3                                                                             | 0                                                                             | 0                                                                             |   |    |                                                               |                                                               |                                                               |   |  |

#### Semifinal
| Data   | Hora  |                  | Placar |                  | Set 1 | Set 2 | Set 3 | Set 4 | Set 5 | Total | Relatório |
| ------ | ----- | ---------------- | ------ | ---------------- | ----- | ----- | ----- | ----- | ----- | ----- | --------- |
| 27 set | 19:30 | Pinheiros        | 1–3    | Sesi/Vôlei Bauru | 12–25 | 25–18 | 18–25 | 20–25 |       | 75–93 | Relatório |
| 3 out  | 19:30 | Sesi/Vôlei Bauru | 3–0    | Pinheiros        | 25–20 | 25–23 | 25–21 |       |       | 75–64 | Relatório |

| Data   | Hora  |            | Placar |            | Set 1 | Set 2 | Set 3 | Set 4 | Set 5 | Total | Relatório |
| ------ | ----- | ---------- | ------ | ---------- | ----- | ----- | ----- | ----- | ----- | ----- | --------- |
| 27 set | 19:30 | Barueri    | 3–0    | Osasco SCS | 25–19 | 27–25 | 25–18 |       |       | 77–62 | Relatório |
| 3 out  | 19:30 | Osasco SCS | 3–1    | Barueri    | 25–17 | 19–15 | 26–24 | 24–14 |       | 94–70 | Relatório |

O Osasco venceu o Set de Ouro por 25-17.

#### Final
| Data   | Hora  |                  | Placar |            | Set 1 | Set 2 | Set 3 | Set 4 | Set 5 | Total  | Relatório |
| ------ | ----- | ---------------- | ------ | ---------- | ----- | ----- | ----- | ----- | ----- | ------ | --------- |
| 8 out  | 19:30 | Osasco SCS       | 3–1    | Barueri    | 25–27 | 25–18 | 25–18 | 25–15 |       | 100–78 | Relatório |
| 11 out | 19:30 | Sesi/Vôlei Bauru | 1–3    | Osasco SCS | 24–26 | 20–25 | 25–22 | 18–25 |       | 87–98  | Relatório |

## Premiação
| Campeonato Paulista de Voleibol Feminino de 2024 |
| ------------------------------------------------ |
| Osasco SCS Campeão (18.º título)                 |